# Brückenprüfung
Eine Brückenprüfung nach der DIN-Norm DIN 1076 soll durch Überprüfung des Ist-Zustandes des Brückenbauwerks die Standsicherheit und die verkehrssichere Nutzung sicherstellen.

## Brückenprüfung nach DIN 1076
Der Ablauf und die Organisation einer Brückenprüfung ist in der DIN 1076 geregelt, mit dem Ziel der Erkennung und Beurteilung des Ist-Zustands sowie einer frühzeitigen Schadenserfassung. In der Regel genügen hierzu Sichtprüfungen, die einem erfahrenen Brückenprüfer ausreichende Informationen geben. Diese ständigen Inspektionen sollen sicherstellen, dass die Bauwerke sicher bleiben, und darüber hinaus entsteht eine Datensammlung über den Brückenzustand.
Die DIN 1076 ist das grundlegende technische Regelwerk für die Erfassung des Ist-Zustands von Ingenieurbauwerken. Sie gilt als eine „anerkannte Regel der Technik“ und basiert auf einer Richtlinie vom August 1930: „Richtlinie für die Überwachung und Prüfung eiserner Straßenbrücken“. Die aktuelle Ausgabe datiert vom November 1999.
Die Bauwerksprüfung selbst ist geregelt in der RI-EBW-PRÜF (siehe #Weblinks).

### Anforderungen an das Prüfpersonal
Mit den Prüfungen nach DIN 1076 ist ein sachkundiger Ingenieur zu beauftragen, der auch die statischen und konstruktiven Verhältnisse der Bauwerke beurteilen kann. Diese und weitere spezielle Anforderungen sowie langjährige Erfahrungen bei Hauptprüfungen und Fortbildungswille sind Kriterien für einen Prüfer.
Die verschiedenen Bauwerke (Bauart, System, Alter, Baustoff) verlangen vom Prüfer Fachkenntnis, Flexibilität und Verantwortungsbewusstsein. Die Bauwerksprüfung ist mit einem beachtlichen Vorbereitungs-, Organisations- und auch Improvisationsaufwand verbunden („Qualitätsmanagementsystem“). Angesichts der Komplexität der Aufgabenstellungen bei der Bauwerksprüfung und der Vielzahl von vorhandenen oder möglichen Gefährdungen ist der Arbeitssicherheit und der Gesundheit und Schwindelfreiheit der Beschäftigten besondere Aufmerksamkeit zu widmen.

### Zeitraum der Bauwerksprüfungen
Die erste Hauptprüfung ist vor der Abnahme der Bauleistung, die zweite Hauptprüfung vor Ablauf der Verjährungsfrist für die Gewährleistung durchzuführen.
Danach gilt: Die Sichtprüfung (laufend, mindestens aber einmal jährlich) der zugänglichen Bereiche kann ohne Hilfsmittel durchgeführt werden (d. h. alle Ingenieurbauwerke sind im Rahmen der allgemeinen Überwachung des Verkehrsweges in Bezug auf deren Verkehrssicherheit zu beobachten (Streckenkontrolleur)). Von der Sichtprüfung ausgenommen sind die Jahre, in denen eine Haupt- bzw. Einfache Prüfung erfolgt.

### Hauptprüfung, alle sechs Jahre
Bei den Hauptprüfungen sind alle, auch die schwer zugänglichen Bauwerksteile, gegebenenfalls unter Zuhilfenahme von Besichtigungseinrichtungen, Rüstungen und ähnlichem, handnah zu prüfen (z. B. Abklopfen, mittels eines Hammers o. Ä., um evtl. Hohlstellen aufzuspüren). Abdeckungen von Bauwerksteilen (z. B. Schutzhauben bei Seilen, Lagermanschetten, Schutzhüllen und Ähnliches) sind zu öffnen.
Bauwerksprüfungen können an sehr schwer zugänglich gelegenen Orten stattfinden, sie können auch nachts oder am Wochenende stattfinden. Außerdem können Hilfsgerüste (s. g. Hubsteiger, Untersichtgeräte (auch stationär), Hubarbeitsbühne) und Hilfsgeräte (Brückenprüfwagen mit begehbarem Dach, Leitern, Brückenprüfschiff, Schlauchboot) eingesetzt werden.
Eine Koordination mit Dritten ist eventuell erforderlich.

### Einfache Prüfung, drei Jahre nach einer Hauptprüfung
Die Einfache Prüfung ist, soweit vertretbar, ohne Verwendung von Besichtigungsgeräten oder –einrichtungen, als intensive, erweiterte Sichtprüfung durchzuführen.

### Prüfungen aus besonderem Anlass
- Sonderprüfung nach beeinträchtigenden Ereignissen, wie z. B. Überflutung, größerem Hochwasser oder Eisgang, Orkan, Anprall eines Fahrzeugs an Pfeiler, Überbau oder Brüstung/Geländer.
- Prüfung nach besonderen Vorschriften, vor allem bei maschinellen und elektrischen Anlagen

## Umfang der Bauwerksprüfung
Bei einer Bauwerksprüfung sind insbesondere zu untersuchen:
- außergewöhnliche Veränderungen am Bauwerk,
- erhebliche Mängel/Schäden an Verkehrszeichen, Schutzeinrichtungen und Absturzsicherungen, sowie das Fehlen dieser,
- erhebliche Mängel/Schäden und Verunreinigungen an Entwässerungseinrichtungen und Übergangskonstruktionen,
- erhebliche Mängel/Schäden an Belägen,
- erhebliche Anprallschäden und Betonabplatzungen, auffallende Risse und Veränderung der Rissbreiten,
- augenscheinliche Verformungen und Verschiebungen des Bauwerkes,
- Mängel/Schäden an Böschungen,
- Auskolkungen und Anlandungen in Gewässern.

Die Prüfung besonderer Bauwerksarten oder Bauteile kann durch automatisierte Prüfverfahren unterstützt werden, z. B. das Laser-Scanner-Verfahren im Rahmen von Tunnelprüfungen.
Die bei einer Bauwerksprüfung festgestellten Schäden werden mittels EDV dokumentiert. Das Programm SIB-Bauwerke errechnet nach einem, selbst dem Prüfer unbekannten Algorithmus, eine Zustandsnote des Ingenieurbauwerks. Diese dient zur Beurteilung der ordnungsgemäßen Tragfähigkeit und der Dauerhaftigkeit und wird dem jeweiligen Träger der Straßenbaulast mitgeteilt (Instandhaltung, Haushaltsplanung).Zustandsnote
Die Zustandsnoten für Ingenieurbauwerke nach DIN 1076 (Teilbauwerke) und für Bauteilgruppen nach ASB-ING werden unter Berücksichtigung der Schadensauswirkung auf die „Standsicherheit“, „Verkehrssicherheit“ und „Dauerhaftigkeit“ der Konstruktion berechnet und sechs Zustandsnotenbereichen zugeordnet.
Diese sind wie folgt definiert:
1,0–1,4 sehr guter Zustand
Die Standsicherheit, Verkehrssicherheit und Dauerhaftigkeit des Bauwerks sind gegeben. Laufende Unterhaltung erforderlich.
1,5–1,9 guter Zustand
Die Standsicherheit und Verkehrssicherheit des Bauwerks sind gegeben. Die Dauerhaftigkeit mindestens einer Bauteilgruppe kann beeinträchtigt sein. Die Dauerhaftigkeit des Bauwerks kann langfristig geringfügig beeinträchtigt werden. Laufende Unterhaltung erforderlich.
2,0–2,4 befriedigender Zustand
Die Standsicherheit und Verkehrssicherheit des Bauwerks sind gegeben. Die Standsicherheit und/oder Dauerhaftigkeit mindestens einer Bauteilgruppe können beeinträchtigt sein. Die Dauerhaftigkeit des Bauwerks kann langfristig beeinträchtigt werden. Eine Schadensausbreitung oder Folgeschädigung des Bauwerks, die langfristig zu erheblichen Standsicherheits- und/oder Verkehrssicherheitsbeeinträchtigungen oder erhöhtem Verschleiß führt, ist möglich. Laufende Unterhaltung erforderlich. Mittelfristig Instandsetzung erforderlich. Maßnahmen zur Schadensbeseitigung oder Warnhinweise zur Aufrechterhaltung der Verkehrssicherheit können kurzfristig erforderlich werden.
2,5–2,9 ausreichender Zustand
Die Standsicherheit des Bauwerks ist gegeben. Die Verkehrssicherheit des Bauwerks kann beeinträchtigt sein. Die Standsicherheit und/oder Dauerhaftigkeit mindestens einer Bauteilgruppe können beeinträchtigt sein. Die Dauerhaftigkeit des Bauwerks kann beeinträchtigt sein. Eine Schadensausbreitung oder Folgeschädigung des Bauwerks, die mittelfristig zu erheblichen Standsicherheits und/oder Verkehrssicherheitsbeeinträchtigungen oder erhöhtem Verschleiß führt, ist dann zu erwarten. Laufende Unterhaltung erforderlich. Kurzfristig bis mittelfristig Instandsetzung erforderlich. Maßnahmen zur Schadensbeseitigung oder Warnhinweise zur Aufrechterhaltung der Verkehrssicherheit können kurzfristig erforderlich sein.
3,0–3,4 nicht ausreichender Zustand
Die Standsicherheit und/oder Verkehrssicherheit des Bauwerks sind beeinträchtigt. Die Dauerhaftigkeit des Bauwerks kann nicht mehr gegeben sein. Eine Schadensausbreitung oder Folgeschädigung kann kurzfristig dazu führen, dass die Standsicherheit und/oder Verkehrssicherheit nicht mehr gegeben sind. Laufende Unterhaltung erforderlich. Umgehende Instandsetzung erforderlich. Maßnahmen zur Schadensbeseitigung oder Warnhinweise zur Aufrechterhaltung der Verkehrssicherheit oder Nutzungseinschränkungen sind umgehend erforderlich.
3,5–4,0 ungenügender Zustand
Die Standsicherheit und/oder Verkehrssicherheit des Bauwerks sind erheblich beeinträchtigt oder nicht mehr gegeben. Die Dauerhaftigkeit des Bauwerks kann nicht mehr gegeben sein. Eine Schadensausbreitung oder Folgeschädigung kann kurzfristig dazu führen, dass die Standsicherheit und/oder Verkehrssicherheit nicht mehr gegeben sind oder dass sich ein irreparabler Bauwerksverfall einstellt. Laufende Unterhaltung erforderlich. Umgehende Instandsetzung bzw. Erneuerung erforderlich. Maßnahmen zur Schadensbeseitigung oder Warnhinweise zur Aufrechterhaltung der Verkehrssicherheit oder Nutzungseinschränkungen sind sofort erforderlich
Nach § 4 Bundesfernstraßengesetz (FStrG) hat der Träger der Straßenbaulast die Verantwortung dafür, dass alle Brücken und Ingenieurbauwerke (z. B. Tunnel, Lärmschutzwände, Verkehrszeichenbrücken, Regenrückhaltebecken) unter Beachtung der Wirtschaftlichkeit den Anforderungen der Sicherheit und Ordnung und Dauerhaftigkeit genügen („Hoheitliches Handeln“). Träger der Straßenbaulast sind der Bund, die Länder oder auch Gemeinden.